# Giorgio De Stefani
Giorgio De Stefani (Verona, 24 febbraio 1904 – Roma, 22 ottobre 1992) è stato un tennista e dirigente sportivo italiano.
Sul database di Tennis Archives sono riportati 56 tornei da lui vinti in singolare, al netto dei campionati italiani e universitari.

## Carriera

### Come giocatore

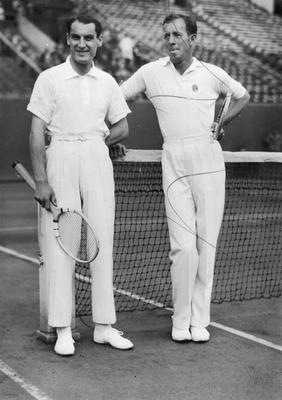
Giorgio De Stefani e Wilmer Allison nella finale interzone di Coppa Davis a Parigi, nel 1930.

Uomo e atleta di grande prestigio, divenne il numero uno del tennis italiano nel 1932, subentrando a Uberto De Morpurgo, e mantenne quella posizione sino al 1935.
Fu Campione d'Italia assoluto di singolare nel 1930, vincendo nello stesso anno anche il titolo del doppio misto, in coppia con Lucia Valerio.
Nel 1931 raggiunse i quarti di finale nel torneo di singolare del Roland Garros grazie al successo ottenuto contro Fred Perry negli ottavi. A negargli l'accesso alla sua prima semifinale a Parigi fu Christian Boussus.
Nel 1932 vinse il torneo di doppio agli Internazionali d'Italia, in coppia con Pat Hughes. Nello stesso anno, al Roland Garros, diventò il primo dei cinque tennisti italiani mai approdati alla finale di singolare maschile in una prova del Grande Slam. De Stefani, testa di serie n. 6, dopo aver battuto nei quarti il britannico Harry Lee (6-3, 9-7, 6-2) e in semifinale il tedesco Roderich Menzel (6-3, 2-6, 7-5, 6-4), fu sconfitto da Henri Cochet, testa di serie n.1, per 0-6, 4-6, 6-4, 3-6.
Al Roland Garros, dove raggiunse la semifinale anche nel 1934, sconfiggendo nei quarti di finale Fred Perry prima di cedere a Gottfried von Cramm, De Stefani è il tennista italiano con la seconda percentuale più alta (77%) di incontri vinti, con un bilancio di 20 vittorie e 6 sconfitte, alle spalle di Jannik Sinner.
De Stefani fu finalista anche agli Internazionali d'Italia, nel 1934, battuto da Giovanni Palmieri (3-6, 0-6, 6-8). In quell'anno raggiunse il sesto posto della classifica mondiale.
Nel 1935 diventò il primo tennista italiano a raggiungere gli ottavi e i quarti di finale agli Australian Championships, miglior risultato, a pari merito con Nicola Pietrangeli, mai ottenuto da un giocatore italiano nelle edizioni del torneo disputate su erba. Il suo cammino si fermò dinanzi a Fred Perry che si impose con un triplo 6-0.
In Coppa Davis De Stefani vanta 41 vittorie e 21 sconfitte in singolare e 3 vittorie e 1 sconfitta in doppio. Ottenne i migliori risultati nel 1930 - quando l'Italia raggiunse lo spareggio interzonale, disputato al Roland Garros di Parigi, cedendo agli Stati Uniti per 4-1, in una sfida in cui, nel primo match contro Wilmer Allison, De Stefani fu sconfitto in cinque set (6-4, 9-7, 4-6, 6-8, 8-10), dopo aver vinto le prime due partite e mancato ben 18 match point, record nella storia del tennis mondiale, di cui due nel quarto set e 16 nel quinto. Nel 1932 De Stefani raggiunse la finale europea, persa dall'Italia 5-0 contro la Germania dell'esordiente Gottfried von Cramm.

### Come Dirigente sportivo
Eletto nel 1951 tra i membri del Comitato Olimpico Internazionale, fu nominato presidente della Federazione Internazionale Tennis nel 1955, ancora prima di essere nominato presidente della Federazione Italiana (1958-1969).

Riconfermato alla presidenza internazionale nel 1962 e di nuovo nel 1967, si batté a lungo, alla fine con successo, per la riammissione del tennis alle Olimpiadi.

## Caratteristiche tecniche
Giocatore autodidatta, di natura mancino, divenne il primo giocatore ad usare due colpi di diritto, passando la racchetta da una mano all'altra ed evitando così il rovescio.

Possedeva nel gioco notevole resistenza e forte determinazione, ma fu micidiale nel passante, un'arma di grande precisione che risultava, grazie al suo gioco ambidestro, sempre sorprendente per chi si azzardava ad attaccarlo.

## Statistiche

### Singolare

#### Vittorie (4)
| Data | Torneo                                    | Superficie  | Avversario in finale | Punteggio          |
| 1932 | Internazionali d'Egitto, Il Cairo         | Terra rossa | Placido Gaslini      | 8-6, 6-3           |
| 1932 | Campionato partenopeo, Napoli (1)         | Terra rossa | André Merlin         | 7-5, 8-6, 9-7      |
| 1933 | Campionato partenopeo, Napoli (2)         | Terra rossa | Antoine Gentien      | 5-7, 6-4, 6-3, 7-5 |
| 1935 | Internazionali di Argentina, Buenos Aires | Terra rossa | Lucilo Del Castillo  | 10-8, 10-8, 6-1    |

#### Finali perse (4)
| Data | Torneo                            | Superficie  | Avversario in finale | Punteggio          |
| 1932 | Internazionali di Francia         | Terra rossa | Henri Cochet         | 6-0, 6-4, 4-6, 6-3 |
| 1934 | Monte-Carlo                       | Terra rossa | Bunny Austin         | 6-1, 8-6, 6-4      |
| 1934 | Internazionali d'Italia           | Terra rossa | Giovanni Palmieri    | 6-3, 10-8, 9-7     |
| 1937 | Internazionali d'Egitto, Il Cairo | Terra rossa | Henner Henkel        | 7-5, 6-0           |

### Doppio

#### Vittorie (1)
| Data | Torneo                  | Superficie  | Compagno   | Avversari in finale          | Punteggio     |
| 1932 | Internazionali d'Italia | Terra rossa | Pat Hughes | Jacques Bonte / André Merlin | 6-2, 6-2, 6-4 |

#### Finali perse (1)
| Data | Torneo                  | Superficie  | Compagno   | Avversari in finale                       | Punteggio               |
| 1934 | Internazionali d'Italia | Terra rossa | Pat Hughes | Giovanni Palmieri George Lyttleton-Rogers | 3-6, 6-4, 9-7, 0-6, 6-2 |